# За Броварем
За Броваре́м — загальнозоологічний заказник місцевого значення у Тернопільській області України.
Розташований між містом Копичинці та селами Яблунів й Увисла Чортківського району.
Створений відповідно до рішення Тернопільської обласної ради від 18 березня 1994 із змінами, затвердженими її рішенням від 27 лютого 2001 № 238.
Перебуває у віданні місцевих селянських господарств, інших власників і користувачів.
Під охороною — численна мисливська фауна: заєць сірий, сарна європейська, лисиця руда та вивірка лісова, куниця лісова, куріпка сіра.
Рішенням Тернопільської обласної ради від 22 липня 1998 № 15 мисливські угіддя надані у користування Гусятинській районній організації УТМР як постійно діюча ділянка з охорони, збереження та відтворення мисливської фауни.